# Mendoncia quadrata
Mendoncia quadrata är en akantusväxtart som beskrevs av Wassh.. Mendoncia quadrata ingår i släktet Mendoncia och familjen akantusväxter. Inga underarter finns listade i Catalogue of Life.